# Czarna dziura o masie pośredniej
Czarna dziura o masie pośredniej (ang. intermediate-mass black hole, IMBH) – czarna dziura o masie większej niż czarna dziura o masie gwiazdowej, ale mniejszej od supermasywnej czarnej dziury. Dotychczas (2012) odkryto szereg obiektów, które wykazują cechy IMBH.
Pierwszą potwierdzoną IMBH jest obiekt ESO 243-49 HLX-1.

## Powstawanie
Mechanizm powstawania IMBH nie jest jeszcze dobrze rozumiany i sugerowanych jest kilka różnych teorii na ten temat. Możliwe jest, że obiekty tego typu powstają podobnie jak czarne dziury o masie gwiazdowej, czyli poprzez kolaps grawitacyjny. Aby do tego doszło, musiałaby powstać supermasywna gwiazda o masie ponad 1000 M☉. Tak potężna gwiazda nie może powstać na drodze normalnej ewolucji, ale mogłaby powstać w bardzo gęstej gromadzie gwiazd w wyniku wielokrotnych kolizji pomiędzy masywnymi gwiazdami o masie ponad 100 M☉.
Inni autorzy sugerują, że IMBH mogły powstać poprzez kolaps tzw. gwiazd III populacji, które powstały jako pierwsze gwiazdy po Wielkim Wybuchu z materii powstałej w wyniku pierwotnej nukleosyntezy przed okresem formowania galaktyk.

## Dane obserwacyjne
Pierwszą potwierdzoną IMBH jest obiekt ESO 243-49 HLX-1, odkryto także szereg innych obiektów, które są dobrymi kandydatami na IMBH, najbardziej znane z nich to: M82 X-1, ESO 243-49 HLX-1, GCIRS 13E. Uważa się, że czarnymi dziurami o masie pośredniej mogą być obiekty typu ULX, ale istnieją także inne teorie wyjaśniające naturę tych obiektów.